# Club d'aviron Ur-Kirolak
Maillots
La Société nautique sportive Ur-Kirolak (ur kirolak signifie sports d'eau en euskara) est un club d'aviron de Saint-Sébastien. Elle comprend les disciplines de l'aviron olympique comme en banc fixe.

## Histoire
Ur-Kirolak a été créé le 13 octobre 1922. Au début, ils se sont consacrés à l'aviron olympique ou de banc mobile, atteignant le championnat d'Espagne à de multiples occasions et disciplines.
En 1982, ils mettent à l'eau la traînière, et prennent part dans le Drapeau de La Concha pour la première fois.
En 2007, ils participent à la convention pour créer Donostiarra, la trainière unifiée de la ville.
En 2009, on forme un équipage féminin de trainière, et participe pour la première fois au Drapeau de La Concha, lors de la première journée (classificatrice).

## Palmarès en trainière
- 1 Ligue Fédérative[1]: 2003

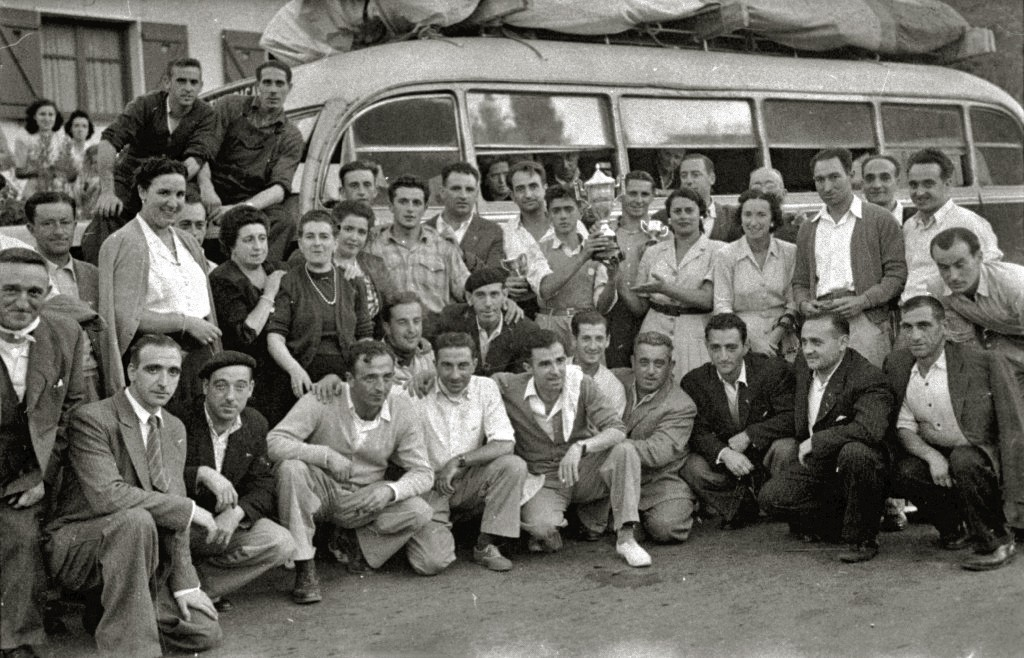
Ur-Kirolak 1946.

- 1 Ligue du Guipuscoa (Ligue Fédérative)[2]: 2003

Drapeaux
- 1 Drapeau de Ondarroa: 1989
- 2 Drapeau de Santander: 1989, 2003
- 1 Drapeau de Biarritz: 1993
- 1 Drapeau Marina de Cudeyo: 2001
- 2 Drapeau de Pontejos: 2001, 2002
- 1 Drapeau de Getxo: 2003
- 1 Drapeau de Orio (Ligue Fédérative): 2003
- 1 Drapeau de Plentzia: 2003
- 1 Drapeau de Santurtzi: 2003
- 1 Drapeau de Lutxana: 2006
- 1 Drapeau de Ur-Kirolak: 2006

## Palmarès en banc mobile
Ce sont les médailles d'or obtenues dans différentes disciplines.
(En particulier celle ontenue en 1959: ils ont obtenu le point d'entrée pour le Championnat d'Espagne, dans la catégorie supérieure, dans 4 disciplines: 1X, 2+, 4+ y 8+)
- Championnat d'Espagne:

| Discipline |     |
| Yole 4+    | 23  |
| Canoë      | 3   |
| 8+         | 28  |
| 4+         | 29  |
| 4-         | 2   |
| 4x         | 6   |
| 2+         | 18  |
| 2x         | 2   |
| 1x         | 9   |
| TOTAL      | 120 |

- Championnat d'Euskadi:

| Discipline |    |
| 8+         | 10 |
| 4+         | 7  |
| 4-         | 4  |
| 4x         | 5  |
| 2+         | 5  |
| 2-         | 1  |
| 2x         | 8  |
| 1x         | 6  |
| TOTAL      | 46 |

## Présidents de la société
- Juan Landaberea (1922 – 1936)
- Luis Zubillaga (1936 – 1940)
- Pedro Mendizabal (1940 – 1943)
- Julio Ituarte (1943 – 1947)
- Luis Zufiaurre (1947 – 1949)
- Felix Erdozia (1949 – 1971)
- Jose Maria Olasagasti (1971 – 1990)
- Ricardo Unzueta (1990 – 2006)
- Iñaki Arana (2006 – 2010)
- Ricardo Unzueta (2010 – ...)

### Sources
- (es) Cet article est partiellement ou en totalité issu de l’article de Wikipédia en espagnol intitulé « Sociedad Náutica Deportiva Ur-Kirolak » (voir la liste des auteurs).